# Newton (Massachusetts)
Newton is een plaats (city) in de Amerikaanse staat Massachusetts, en maakt deel uit van Middlesex County.

## Demografie
Bij de volkstelling in 2000 werd het aantal inwoners vastgesteld op 83.829.
In 2006 is het aantal inwoners door het United States Census Bureau geschat op 82.819, een daling van 1010 (-1.2%).

## Geografie
Volgens het United States Census Bureau beslaat de plaats een oppervlakte van
47,2 km², waarvan 46,8 km² land en 0,4 km² water. Newton ligt op ongeveer 7 m boven zeeniveau.

## Structuur
Newton heeft geen stadscentrum, maar is een groepering van dertien dorpen die ieder een eigen kern hebben: Auburndale, Chestnut Hill, Newton Centre, Newton Corner, Newton Highlands, Newton Lower Falls, Newton Upper Falls (beiden aan de Charles River), Newtonville, Nonantum (ook wel "The Lake" genoemd), Oak Hill, Thompsonville, Waban en West Newton.

## Plaatsen in de nabije omgeving
De onderstaande figuur toont nabijgelegen plaatsen in een straal van 8 km rond Newton.

## Bekende inwoners van Newton

### Geboren
- Thomas Bulfinch (1796-1867), schrijver en bankier
- Josephine Hull (1877-1957), filmactrice, theateractrice en -regisseuse
- Robert Preston (1918-1987), acteur
- Ralph Burns (1922-2001), songwriter, bandleider, componist, dirigent en pianist
- Jack Lemmon (1925-2001), acteur
- Anne Sexton (1928-1974), dichteres
- Robert Morse (1931-2022), acteur
- Russell Banks (1940-2023), schrijver
- Rebecca Parris (1951-2018), jazzzangeres
- Mark Sandman (1952-1999), musicus
- Mark Foley (1954), politicus
- Matt LeBlanc (1967), acteur
- Alex Karpovsky (1970), acteur, filmproducent, filmregisseur en scenarioschrijver
- John Krasinski (1979), acteur
- Erik Vendt (1981), zwemmer
- Rachel Platten (1981), zangeres
- Jennifer Kirk (1984), kunstschaatsster
- Kendyl Stewart (1994), zwemster
- Gracie Gold (1995), kunstschaatsster